# 악셀 마이어
악셀 마이어(영Axel Meyer, 1960년 8월 4일)는 독일의 진화생물학자이며 현재 독일 콘스탄츠 대학교의 동물및 진화생물학 전공 교수로 재직중이다.
악셀 마이어는 아프리카 시클리드 물고기의 진화 및 적응 방사, 어류 특이적 게놈 2배 복제,척추동물의 분자계통수, 종분화에 있어서의 성선택과 생태적 역할등에 대한 연구로 잘 알려져 있다.

## 교육 및 경력
악셀 마이어는 뤼벡의 Katharineum gymnasium (고등학교)을 졸업후 마르부르크 대학, 킬 대학교, 마이애미 대학교에서 학부과정을 마쳤다(1979–1982).
그는 1984년과 1988년에 캘리포니아 대학교 버클리의 Department of Zoology에서 각각 석사학위와 박사학위를 받았다. 학위과정중 하버드대학의 Department of Organismic and Evolutionary Biology에서 교환연구원으로 근무하기도 하였다 (1986–1987).
악셀 마이어는 캘리포니아 대학교 버클리의 Allan C. Wilson 실험실에서 Alfred P. Sloan Postdoctoral Fellow (박사후연구원)로서 분자진화학연구를 진행하였으며, 이후 뉴욕 주립 대학교 (SUNY) 스토니브룩에서 7년간 교수로 재직한후 독일로 돌아와1997년부터 현재까지 콘스탄츠대학교의 생물학과 교수로 재직 중이다.

## 저술활동
마이어교수는 과학을 통한 대중과의 소통을 위해 꾸준한 저술활동과 강연을 하고 있다. 그는 독일 주요일간지 디 차이트와 프랑크푸르터 알게마이네 차이퉁 등에 기고하고 있으며, 2005년부터 2010년까지 매주 Handelsblatt 의 Quantensprung를 통해 진화와 과학에 대한 칼럼을 연재하였다. 이 칼럼의 일부는 2008년에 "Evolution ist überall" (진화가 모든것이다) 란 책으로 출간되기도 했다.

## 수상 및 업적
마이어교수는 German Academy of Sciences Leopoldina, European Academy of Sciences and Arts, European Molecular Biology Organization, Berlin-Brandenburgische Akademie der Wissenschaften의 멤버로 선출되었고, 그의 과학연구활동은 많은 진화생물학 연구에 인용되었으며 국내외 다수의 언론의 주목을 받았다.

### 수상
- Carus Medal, German Academy of Sciences Leopoldina (2009)[20]
- EMBO Award for Communication in Life Science (2008)[21]
- Guggenheim Fellowship|John Simon Guggenheim Memorial Fellowship (1996)[22]
- Young Investigator Prize, American Society of Naturalists(1990)[23]
- Hector Science Award 2012[24]